# Mino
Mino és un gènere d'ocells de la família dels estúrnids (Sturnidae).

## Llistat d'espècies
Segons la classificació del Congrés Ornitològic Internacional (versió 12.2, juliol 2022) aquest gènere conté tres espècies:
- Mino dumontii - mainà caragroc.
- Mino kreffti - mainà de Krefft.
- Mino anais - mainà daurat.